# 芳賀·高根澤工業團地停留場
芳賀·高根澤工業團地停留場（日语：／ Haga Takanezawa kōgyōdanchi teiryūjō */?）是隸屬於宇都宮輕軌的鐵路車站，也是現時整條線的東端終點站，本站座落於栃木縣芳賀郡芳賀町，車站編號為19。
由於車站剛好位於芳賀町的北端、與隔鄰的鹽谷郡高根澤町區界只有五百多米，而本田技研工業北門正好在車站旁，而且工場用地亦橫跨了兩町內的土地，因此在避名採用私人公司名稱作為正站名的情況下，最終以兩町結合的名稱作為站名。

## 月台配置

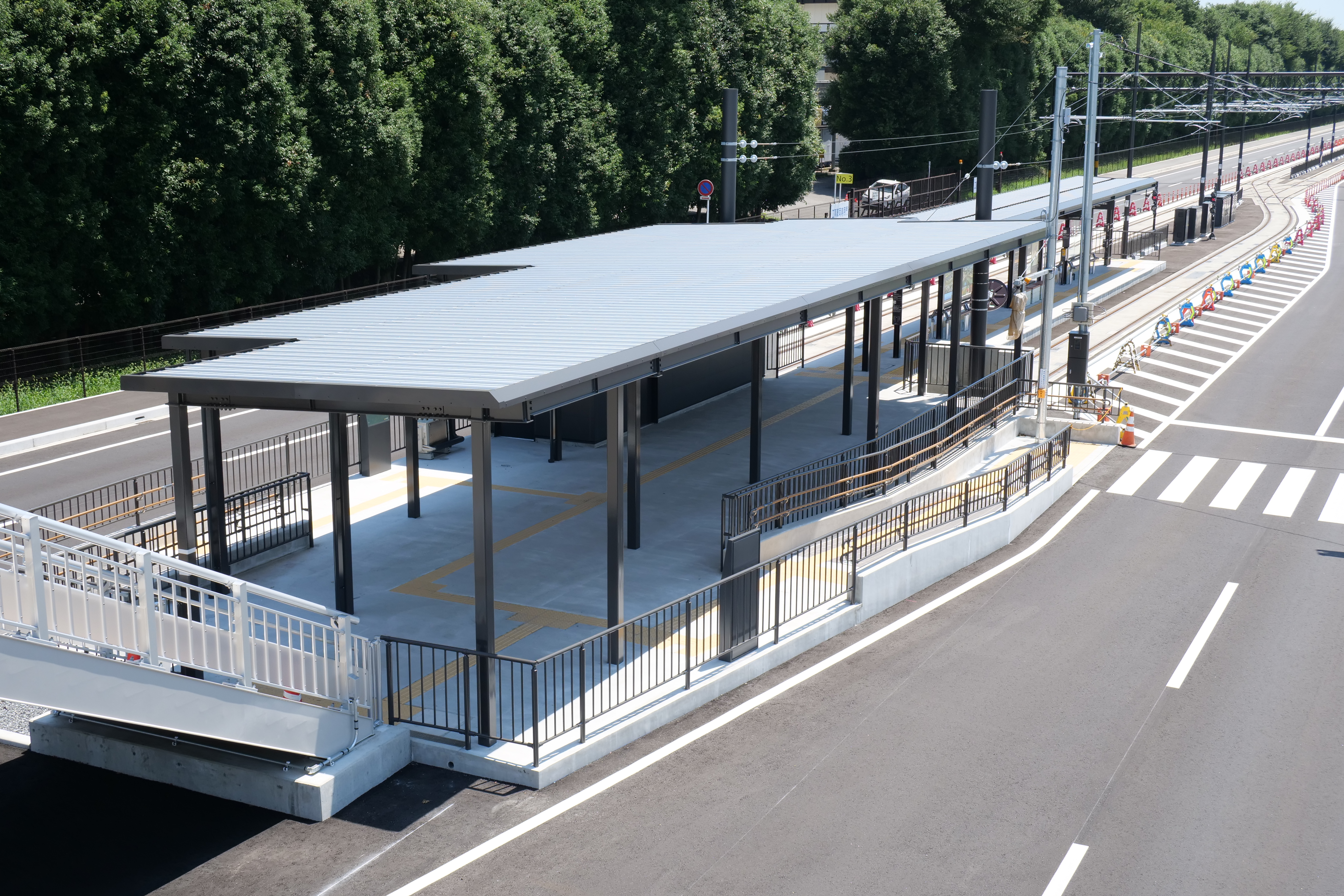
月台緩衝區及通往行人天橋的入口。（2023年7月）

採用島式月台設計，並採用標準化的簡易車站模式，設有長約30米、全上蓋式的候車月台，並裝設了供現金客利用的整理劵機及候車座椅。
北端路軌裝有以水泥建成的防撞石壆，同時亦預留日後繼續北上伸延的位置，時預留部份成為了月台和馬路之間的緩衝區了，兩邊設有無障礙斜度通往旁邊行人路外，月台末端更是現時唯一的車站以行人天橋將月台和馬路兩邊的行人道連接，特別是用作分流人多前往本田工場的乘客。
| 月台 | 路線              | 方向 | 目的地                 | 備註         |
| ---- | ----------------- | ---- | ---------------------- | ------------ |
| 1    | ■宇都宮芳賀輕軌線 | 上行 | 平石、宇都宮站東口方向 | 繁忙時間使用 |
| 2    | ■宇都宮芳賀輕軌線 | 上行 | 平石、宇都宮站東口方向 | 主發月台     |

## 歷史
- 2021年4月23日：公佈站名[3]。
- 2023年8月26日：正式營運[1][2]。

## 相鄰車站
宇都宮輕軌
■宇都宮芳賀輕軌線
快速（下行）、普通
樫之森公園前 (18) — 芳賀·高根澤工業團地 (19)

## 外部連結
- 宇都宮輕軌芳賀·高根澤工業團地停留場網頁 （页面存档备份，存于）